# Stiff Little Fingers
Stiff Little Fingers és una banda de punk rock de Belfast, Irlanda del Nord. Es van formar el 1977, en l'auge del conflicte polític entre el Regne Unit i Irlanda. Van començar com una banda escolar anomenada Highway Star (homònima de la cançó Deep Purple), fent covers de rock, fins que van descobrir el punk. Es van separar després de sis anys i quatre àlbums, tot i que es van reformar cinc anys després, el 1987. Malgrat els grans canvis de personal, encara estan fent gires i enregistrament. El 2014, la banda va llançar el seu desè àlbum d'estudi i una gira mundial va seguir el seu llançament. Jake Burns, el seu cantant principal, és l'únic membre que ha estat amb la banda durant totes les seves encarnacions, però el març de 2006, el baixista original Ali McMordie es va tornar a unir després de la sortida del baixista de The Jam, Bruce Foxton, després de quinze anys.

## Història

### Anys primerencs
Abans de convertir-se en Stiff Little Fingers, Jake Burns, veu i guitarra, Henry Cluney, guitarra, Gordon Blair, baix i Brian Faloon, tambors, tocaven en una banda de rock, Highway Star, a Belfast. Després de la sortida de Gordon Blair (que va continuar tocant amb un altre grup de Belfast, Rudi), Ali McMordie es va fer càrrec del contrabaix. Cluney havia descobert per aquest temps el punk, i hi va introduir a la resta de la banda. Van decidir que Highway Star no era un nom 'suficientment punk', i després d'un breu festeig amb el nom "The Fast", van decidir quedar-se amb el nom Stiff Little Fingers, després que Vibrators publicaren la cançó homònima.
Mentre feien un concert a l'hotel Glenmachan van conèixer a Gordon Ogilvie, convidat durant la tarda per Colin McClelland, periodista amb qui Burns havia estat comunicant-se per correspondència.
Ogilvie va suggerir que crearen material a partir de la seva experiència sobre el conflicte entre Irlandesos i britànics. McClelland va disposar a aconseguir una mica de temps de gravació en una emissora de ràdio local, i en l'estudi normalment utilitzat per gravar jingles, van gravar "Suspect Device". El senzill va ser editat i llançat en forma de casset, amb una portada que mostrava una casset-bomba causant gran hilaritat en el grup: Quan una companyia discogràfica els va trucar i va demanar una altra còpia, ja que havien llançat el primer casset en un cubell d'aigua per por que fos una bomba real.
Una còpia del senzill va ser enviada a John Peel. Ell va reproduir per ràdio repetidament conduint a un acord de distribució a través de Rough Trade. El senzill va ser llançat per la discogràfica propietat de la mateixa banda Rigid Digits. Va vendre més de 30,000 còpies. Després, Peel va fer el mateix amb el primer senzill d'una altra banda nord-irlandesa famosa, The Undertones. Hi va haver una sèrie d'arguments ben divulgats entre les dues bandes; els Undertones van acusar Stiff Little Fingers de sensacionalitzar el conflicte d'Irlanda del Nord, i els segons van contestar que The Undertones l'ignorava.
El seu segon single, "Alternative Ulster", va ser originalment destinat a lliurar-se de franc amb el fanzine del mateix nom.

#### Inflammable Material
En la segona meitat de 1978, van realitzar una gira amb la Tom Robinson Band, i el 1979 van publicar el seu primer àlbum amb Rough Trade Label, Inflammable Material. La banda va signar un contracte amb Island Records, però va fracassar, deixant la banda el llançament de l'àlbum en el seu segell preexistent. Malgrat la comercialització independent de l'àlbum, va assolir número 14 en el Gràfic d'Àlbums del Regne Unit i assolí l'estat de Plata, venent per damunt de 100,000 còpies. Inflammable Material era el primer àlbum distribuït per la discogràfica Rough Trade, i el primer àlbum independent a entrar en les llistes del Regne Unit.
Això va inspirar el seu trasllat a Londres, el qual va precipitar-se amb la sortida de Brian Faloon i Colin McClelland (qui juntament amb Gordon Ogilvie hi havien estat mànagers conjunts de la banda amunt fins a aquell punt).
Jim Reilly esdevingué bateria per gravar el senzill "Gotta Gettaway" i tocà en la gira Rock Against Racism.

#### Nobody's Heroes i Go for It
A mitjans de 1979, Stiff Little Fingers va signar un acord entre les etiquetas Rigid Digits i Chrysalis Records, i el 1980 va publicar el seu segon àlbum, Nobody's Heroes.
L'era de The Nobody's Heroes va tenir bastant èxit en termes mediàtics, amb el single "Straw Dogs" al qual li va faltar poc per entrar en Top of the Pops; eventualment, van aconseguir entrar a l'espectacle dues vegades, amb "At the Edge" i "Nobody's Hero". No obstant això, després de la seva aparició amb "At The Edge", la banda se li va dir que mai no tornarien a ser convidats, ja que no es prenien seriosament l'espectacle com si no estiguessen tocant en directe; va ser una de les actuacions més famoses de Top of the Pops. Posteriorment van aparèixer a Top of the Pops per "Nobody's Hero", "Just Fade Away" i "Listen".
El 1981, la banda va llançar el seu tercer àlbum d'estudi, Go For It, que seria l'última participació de Jim Reilly amb la banda. Go For It va significar el canvi en l'estil d'escriptura de Burns, amb temes molt més foscos i tabús, com l'abús de violència domèstica a la cançó "Hits and Misses" i el vandalisme del futbol en la cançó "Back to Front" (no en l'original LP sinó en un bonus track en la reedició del CD), però la banda també va explicar la història de ser un adolescent que creixia amb la cançó "Kicking Up a Racket".

### Trencament

#### Now Then...
En 1982 va arribar un EP de 4 cançons anomenat £ 1.10 or Less i el seu quart àlbum d'estudi, Now Then ... (en realitat el seu cinquè àlbum, ja que havien llançat un LP en directe, Hanx, com el seu tercer àlbum oficial entre Nobody's Heroes i Go for It). Now Then va ser el primer àlbum de l'ex bateria del grup Tom Robinson, Dolphin Taylor. Davant les baixes vendes i assistències de concerts, es van separar el 1983, quan Burns va dir: "El nostre últim LP Now Then va ser al meu parer el millor àlbum que hem realitzat. Però també és lamentablement el millor que crec que mai farem. Així que he decidit anomenar-ho un dia ". La banda més tard va revelar que la divisió original havia estat amb formes desagradables, amb membres de la banda fent-se cops de puny en lloc de parlar per les seves diferències.

### Reunificació
Després que Burns se n'anà d'Stiff Dits Little Fingers, va tenir una curta estada a una banda amb l'anterior baixista de The Jam Bruce Foxton.Van fer un parell de demos, però Foxton va rebre una invitació per fer un àlbum en solitari que va acabar la seva col·laboració.
Durant 1987 la banda va refer-se. Malgrat alguns crítics que havien dit "Ningú estarà interessat en venir a veure-vos" la banda va tenir una gira exitosa que inclogué Alemanya amb els espectacles amb vendes compromeses nit rere nit. La banda va canviar llur pla: De ser una reunió provisional van decidir que fos permanent.

#### Banderes i Emblemes
Ali McMordie va decidir que no podia dedicar-se a fer gires a temps complet o gravar, i així ho va deixar, sent reemplaçat per Bruce Foxton a temps per gravar Flags and Emblems de 1991. A Gran Bretanya, el single d'aquest àlbum, "Beirut Moon", va ser retirat de la venda el primer dia d'estrena, presumptament perquè va criticar el govern per no haver actuat per alliberar l'ostatge John McCarthy, que l'havien retingut al Líban.
Dins 1993 Henry Cluney va ser preguntat per deixar la banda, i el trio de Jake Burns, Bruce Foxton i Dolphin Taylor va continuar pel següents quatre anys, tot unint-se'n en espectacles en viu Dave Sharp o Ian McCallum

#### Get a Life
En 1994 van llançar Get a Life en el Regne Unit, i als Estats Units en 1996. Pel final de 1996 Taylor va deixar la formació a causa de compromisos familiars. Burns va cridar Steve Grantley qui va tocar tambors per Jake Burns and The Big Wheel en els tardans1980s.

#### TinderboxIGuitarra i Tambor
El trio de Burns, Foxton i Grantley va enregistrar el 1997 l'àlbum Tinderbox, amb ajuda de Ian McCallum el qual es va unir com a membre de dedicació plena durant el Hope Street de 1999. Aquesta mateixa alineació va enregistrar el 2003 Guitar and Drum.

### Canvi de membres
El 18 de gener de 2006, Foxton va deixar la banda amistosament.
El 23 de gener de 2006, es va anunciar que el baixista original Ali McMordie havia de tornar a formar part de la banda durant la seva pròxima gira de març. La gira va ser tot un èxit, amb molts seguidors escrivint en el tauler de missatges de SLF, explicant quant gaudien i com de potent es mostrava la banda. Després de molt debat sobre l'estatus de McMordie dins de la banda després de la gira, el 21 d'abril de 2006, Burns va publicar al tauler de missatges "De moment, el senyor McMordie està content de continuar mentre el seu ocupat calendari ho permeti. Pot ser que de tant en tant hàgim d'aconseguir un "substitut", si està ben enfeinat i tenim obligacions, però esperem que puguem evitar-ho ". El senyor McMordie no va poder de fer algunes altres gires a causa d'altres compromisos i en aquestes ocasions, el seu lloc va estar ocupat per en Mark DeRosa de la banda de Chicago, Dummy.
El 25 de maig de 2006, SLF va anunciar que Ian McCallum no podia unir-se a la banda en la seva gira de Spring US per motius de salut. John Haggerty (grups Pegboy i Naked Raygun) ocupà el lloc de guitarrista. McCallum des de llavors es va incorporar a la banda i ha anat de gires amb ells sempre.

#### No Going Back
El 9 de març de 2007, Burns va anunciar que Stiff Little Fingers anava a gravar un nou àlbum que, esperaven, que es completés a finals de 2007. Han avançat una pista del nou disc, "Liars Club", en els concerts en directe. La cançó porta el nom d'un bar que Burns va veure en el seu camí a casa mentre escoltava un informe de premsa sobre Tony Blair, George W. Bush i la guerra de l'Iraq. En el concert de Barrowlands, Glasgow el 17 de març de 2011, Burns va anunciar que s'estava gravant un nou àlbum, amb sort, per a un llançament de 2011, abans d'avançar-ne una nova cançó, "Full Steam Backwards", sobre la crisi bancària del Regne Unit. El 16 d'octubre de 2013, la banda va llançar un projecte en Pledgemusic per aixecar fons per un àlbum nou de llançament projectat el març de 2014. El projecte va assolir el seu objectiu de finançament en 5 hores. El títol ha estat confirmat per la banda com No Going Back amb enregistrament finalitzat el gener de 2014 i estrenat el 15 de març de 2014 a través de PledgeMusic i per al gran públic l'11 d'agost de 2014. Una gira en suport de l'àlbum va començar a la primavera de 2014 i va incloure dates als Estats Units a la gira de Summer Nationals que presentava The Offspring, Bad Religion, The Vandals, Pennywise i Naked Raygun. L'àlbum va ser el primer èxit de la banda britànica des d"All The Best" (1983) i el seu primer número 1 en la BBC Rock Album Chart.

## Personal

### Alineació actual
- Jake Burns - veu principal, guitarra (1977–1982, 1987–present)
- Ali McMordie - baixos (1977–1982, 1987–1991, 2006–present)
- Ian McCallum - guitarra (1993–present)
- Steve Grantley - tambors (1996–present)

### Membres anteriors
- Henry Cluney - guitarra (1977–1982, 1987–1993)
- Dave Sharp - guitarra (1993–1997)
- Gordon Blair - baixos (1977)
- Bruce Foxton - baixos (1991–2006)
- Brian Faloon - tambors (1977–1979)
- Jim Reilly - tambors (1979–1981)
- Dolphyn Taylor - tambors (1981–1982, 1987–1996)

## Discografia

### Àlbums d'estudi
- Inflammable Material, 1979
- Nobody's Heroes, 1980
- Go for It, 1981
- Now Then..., 1982
- Flags and Emblems, 1991
- Get a Life, 1994 Tinderbox, 1997
- Hope Street, 1999 Guitar and Drum, 2003
- No Going Back, 2014[10]

### Àlbums de recopilació
- All the Best, 1983
- The Peel Sessions, 1989
- Tin Soldiers, 2000
- Anthology, 2002
- The Radio One Sessions, 2003
- Wasted Life, 2007
- Assume Nothing, Question Everything: Very Best of Stiff Little Fingers, 2012

### Àlbums en viu
- The Christmas Album, 1979
- Broken Fingers/Live In Aberdeen, 1979
- Hanx!, 1980
- Live and Loud, 1988
- No Sleep 'Til Belfast, 1988
- Greatest Hits Live, 1988
- See You Up There, 1989
- Alternative Chartbusters, 1991
- Fly The Flags, 1991
- BBC Radio 1 Live in Concert, 1991
- Pure Fingers, 1995 (recorded live at Glasgow Barrowlands on 17 March 1993)
- B'S, Live, Unplugged & Demos, 1995
- Handheld and Rigidly Digital Live, 1999
- Fifteen and Counting... Live at the Barrowland 17th March 2006, 2006
- Live In Aberdeen 1979, 2007
- Best Served Loud, 2016
- Rockers, 2016

### Vídeo
- Live On Rockpalast, 1980
- See You Up There, 1988
- Handheld and Rigidly Digital Live, 1999
- Best Served Loud. 2015

El grup també ha fet la música pel joc Pro Pinball: Timeshock! (1997)
La seva Alternativa "Alternative Ulster" va ser presentat en el joc Skate 2 Xbox 360 i PlayStation 3. (2009)
°Aquests àlbums van ser fets disponibles exclusivament a actuacions vives i a través de SLF.com

### Senzills
- "Suspect Device" (costat B: "Wasted Life"), 4 febrer 1978 (Re-editat: 17 març de 1979)
- "Alternative Ulster" (costat B: "78 RPM"), 17 d'octubre 1978
- "Gotta Gettaway" (costat B: "Bloody Sunday"), 8 maig 1979
- "Straw Dogs" (costat B: "You Can't Say Crap on the Radio"), 21 setembre 1979 (Regne Unit No. 44)[11]
- "At the Edge" (costat B: ""Running Bear (viu)" i "White Christmas (viu)"), 9 febrer 1980, (Regne Unit No. 15)[11]
- "Nobody's Hero"/"Tin Soldiers" (costat doble-A), 16 maig 1980, (Regne Unit No. 36)[11]
- "Back to Front"/"Mr. Coal Fire Man" (costat doble-A), 18 juliol 1980, (Regne Unit No. 49)[11]
- "Just Fade Away" (costat B: "Go For It" i "Doesn't Make It Alright (viu)"), 20 març 1981, (Regne Unit No. 47)[11]
- "Silver Lining" (costat B: "Safe as Houses"), 5 maig 1981, (Regne Unit No. 68)[11]
- "Talkback" (costat B: "Good For Nothing"), 1 d'abril 1982
- "Bits of Kids" (costat B: "Stands to Reason"), 23 d'agost 1982, (Regne Unit No. 73)[11]
- "Price of Admission" (costat B: "Touch and Go"), 4 febrer 1983
- "Get a Life" (costat B: "Harp (viu)", "Tin Soldiers (viu)", 1994
- "Guitar and Drum", 2004

### EP i 12"
- 78 Revolution ("Gotta Gettaway"/"Alternative Ulster"/"Bloody Sunday"//"Suspect Device"/"Wasted Life"), 1980 (French Celluloid, CEL 6591)
- 1.10£ Or Less ("Listen"/"That's When Your Blood Bumps"/"Sad-Eyed People"/"Two Guitars Clash"), 6 gener 1982, (Regne Unit No. 33)
- No Sleep 'Til Belfast 12" ("No Sleep 'Till Belfast", "Suspect Device", "Alternative Ulster", "Nobody's Hero" - viu 17 desembre 1987), 1988
- The Peel Sessions ("Johnny Was", "Law and Order", "Barbed Wire Love", "Suspect Device"), 1988
- The Wild Rover ("The Wild Rover", "Love of the Common People", "Johnny Was" - viu 1 Març 1988), 1989
- The Last Time 12" ("The Last Time", "Mr. Fire Coal Man", "Two Guitars Clash" - viu 1 octubre 1988), 1989
- Beirut Moon ("Beirut Moon", "Stand Up and Shout", Interview with Jake Burns by John Oley, BBC), 1991
- Can't Believe in You 12" ("Can't Believe in You", "Silver Lining (acústic)", "Listen (acústic)", "Wasted Life (acústic)"), 1994
- Harp ("Harp", "Shake it Off" (1983 demo), "Not What We Were (Pro Patria Mori)" (1983 demo), 1994

### Llibres on es parla del grup
- Song By Song by Jake Burns & Alan Parker (Sanctuary 2003)
- Kicking Up A Racket: The Story of Stiff Little Fingers 1977–1983 by Roland Link (Appletree Press 2009)
- What You See Is What You Get: Stiff Little Fingers 1977–1983 by Roland Link (Colourpoint 2012)